# Agonija (1998.)
Agonija je hrvatski dugometražni film iz 1998. godine.